# Silla Giuseppe Fortunato
Silla Giuseppe Fortunato (La Maddalena, 20 gennaio 1900 – Roma, 16 maggio 1973) è stato un ingegnere italiano.

## Biografia
Silla Giuseppe Fortunato nacque il 20 gennaio 1900 a La Maddalena (Sassari) e morì per leucemia nel 1973 a Roma.
Nel 1924 a soli 24 anni si laureò Ingegnere Navale e Meccanico a Livorno.
In seguito fu prescelto per la ricostruzione del ponte di comando della Regia Nave "Puglia", dal porto di La Spezia fino ai giardini del nel Vittoriale degli Italiani di Gabriele D'Annunzio. Sembrava una vera follia ma l’ufficiale riuscì a smontare una parte di una nave dismessa e a portarla in secca. Per lo scafo invece si ritenne più conveniente costruirlo ex novo nell’Arsenale di La Spezia.A coordinare l’invio dei materiali a Gardone Riviera e fu lo stesso Fortunato a suggerire di richiedere in dono alla Regia Marina anche la Bandiera di Combattimento della R.N. Puglia e il suo artistico cofanetto; la richiesta fu ovviamente accettata. Quella della R.N. Puglia è l’unica bandiera di una nave della marina Militare che non sia conservata a Roma nell’Altare della Patria. I lavori di ricostruzione della prora della R.N. Puglia terminarono il 24 luglio del 1925, e i suoi cannoni furono usati più volte per le celebrazioni volute dal Poeta.
Fortunato poi divenne amico del poeta ed ebbe con lui e col Vittoriale lunga e stretta frequentazione.
Fu volontario di guerra nel 1917-18 con medaglia d'argento al valore militare "sul campo" ("Capo servizio G.N. di incrociatore, impegnato in un combattimento ad altissima velocità e prolungatosi per molte ore, otteneva il massimo rendimento dal materiale e dagli uomini, contribuendo così in buona parte al felice risultato del combattimento", Pantelleria, 15 giugno 1942 - determinazione del 18 giugno 1942), medaglia di bronzo al valor militare "sul campo" ("Direttore di macchina di incrociatore, colpito durante un attacco aereo nemico accorreva prontamente nel luogo più minacciato dalle fiamme e, resosi immediatamente conto della situazione, impartiva le disposizioni atte a circoscrivere e domare gli incendi che minacciavano di propagarsi, mettendo in pericolo l'esistenza della nave. Assicurava con grave contingenza il perfetto funzionamento del servizio di sicurezza da lui potenziato con efficace e metodica preparazione", Mare Tirreno, 4 dicembre 1942 - D.P. 14 gennaio 1948) e croce al merito di guerra.
Nel 2010 il Vittoriale ha inaugurato una nuova mostra permanente dedicata a Silla Giuseppe Fortunato, allestita all’interno della nave "Puglia". Inoltre, accanto al Comandante, è stata collocata anche l’urna funeraria del tenente Silla Giuseppe Fortunato.